# Љољићи
Љољићи су насељено мјесто у општини Језеро, Република Српска, БиХ. Према попису становништва из 1991. у насељу је живјело 205 становника.

## Географија
Овде се налази Језеро Ђол.

## Становништво
| Националност | 1991. |
| Срби         | 109   |
| Муслимани    | 96    |
| Укупно       |       |

| Демографија | Демографија | Демографија |
| Година      | Становника  | Становника  |
| ----------- | ----------- | ----------- |
| 1961.       | 245         |             |
| 1971.       | 238         |             |
| 1981.       | 252         |             |
| 1991.       | 205         |             |